# 天山大黄
天山大黄（学名：Rheum wittrockii）为蓼科大黄属下的一个种。

## 扩展阅读
- 維基物種上的相關：天山大黄